# 昂泰讷河
昂泰讷河（法語：Antenne，法語發音：[ɑ̃tɛn] ⓘ）是法国新阿基坦大区滨海夏朗德省与夏朗德省的河流，是夏朗德河的右支流，长49千米，发源自方丹沙朗德赖，于雅夫勒扎克流入昂泰讷河。